# Milagros Cabral
Milagros Cabral de la Cruz (Santo Domingo, 17 ottobre 1978) è una pallavolista dominicana.
Gioca nel ruolo di schiacciatrice nel Pinkin de Corozal e indossa la maglia numero 18.
Con la nazionale dominicana ha vinto la medaglia d'oro ai Giochi Panamericani del 2003 in casa nella città di Santo Domingo, Repubblica Dominicana. Giocando nel ruolo di schiacciatrice ha fatto parte della nazionale della sua nazione natale al Campionato mondiale femminile di pallavolo 2006, indossando la maglia #10.

## Palmarès

### Club
- Campionato portoricano: 1

2008

### Nazionale (competizioni minori)
- 2008 - Final Four Cup:
- 2009 - Final Four Cup:
- 2010 - Coppa panamericana:
- 2010 - XXI Giochi centramericani e caraibici:
- 2011 - Coppa panamericana:

### Premi individuali
- 2003 Copa Panamericana, Saltillo, MEX, Most Valuable Player
- 2003 Copa Panamericana, Saltillo, MEX, Miglior Attaccante
- 2008 Lega Porto Rico, Most Valuable Player
- 2008 Lega Porto Rico, Play-off finale Most Valuable Player
- 2008-2009 Lega Corea del Sud, Miglior Realizzatrice
- 2008-2009 Lega Corea del Sud, All Star